# Салдам
Салдам (тув. Салдам) — арбан в Тоджинского кожууне Республики Тыва. Входит в состав Тоора-Хемского сумона. Одно из мест, считающихся как Географический центр Азии. Население 563 человек (2007), 527 (2014).

## История
Елена Чадамба пишет 06.04.2017 в газете Тувинская правда, «Салдам, который раньше был отдельным населенным пунктом, теперь относится к Тоора-Хему».

## География
Арбан находится у р. Большой Енисей и расположен в Тоджинской котловине, в заповеднике Азас. Фактически слилось с райцентром с. Тоора-Хем: ул. Енисейская арбана переходит в ул. Дружбы села.
В арбане, в саду усадьбы А. Г. Сафронова (построена в 1890-е), установлен памятный столб, считающийся географическим центром Азии..
Уличная сеть
К селу административно относятся местечки (населённые пункты без статуса поселения)
Географическое положение
Расстояние до:
районного центра Тоора-Хем: 1 км.
столицы республики Кызыл: 141 км.
Ближайшие населенные пункты
Тоора-Хем 1 км, Адыр-Кежиг 9 км, Ий 11 км
климат
Арбан, как и весь Тоджинский кожуун, приравнен к районам Крайнего Севера.

## Население
| 2002 | 2010 | 2021 |
| ---- | ---- | ---- |
| 525  | ↗545 | ↗576 |

## Инфраструктура
культура
Дом культуры, клуб и библиотека; имеют автономные мини-котельные.

## Транспорт
Связано с Кызылом через райцентр автомобильным и авиационным сообщением:
на северной окраине арбана есть аэродром Тоджа.